# Пряжка

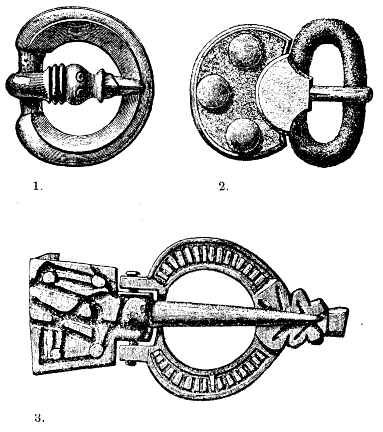
Бронзовые пряжки (фибулы), найденные при раскопках в южной Швеции

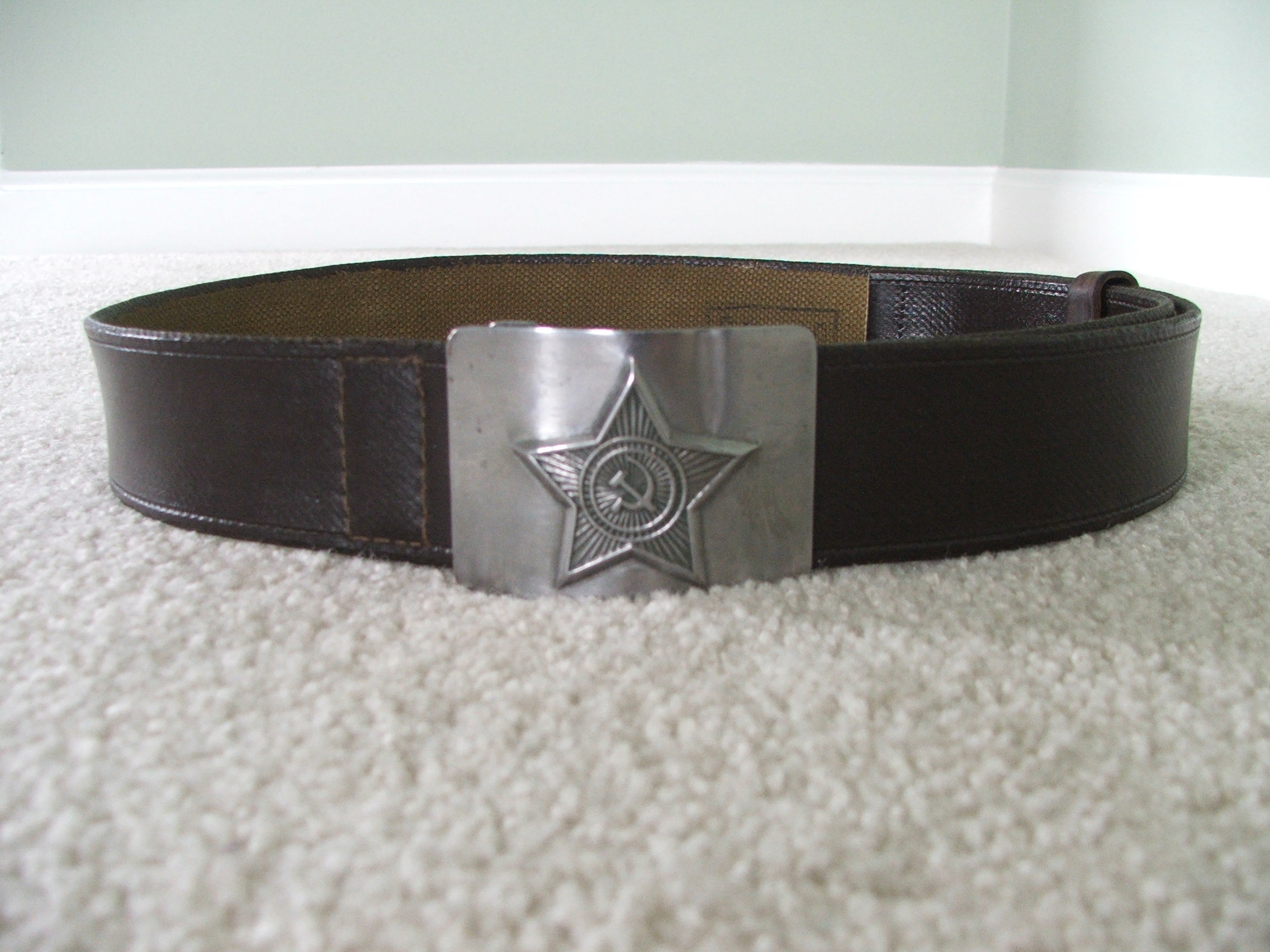
Вариант пряжки полевого поясного ремня, из комплекта снаряжения (разгрузки, жаргон), рядового и сержантского состава ВС СССР, пряжка ремня в различных модификациях покрывалась краской защитного цвета (хаки), могла быть латунной или хромированной (на фото хромированная пряжка).

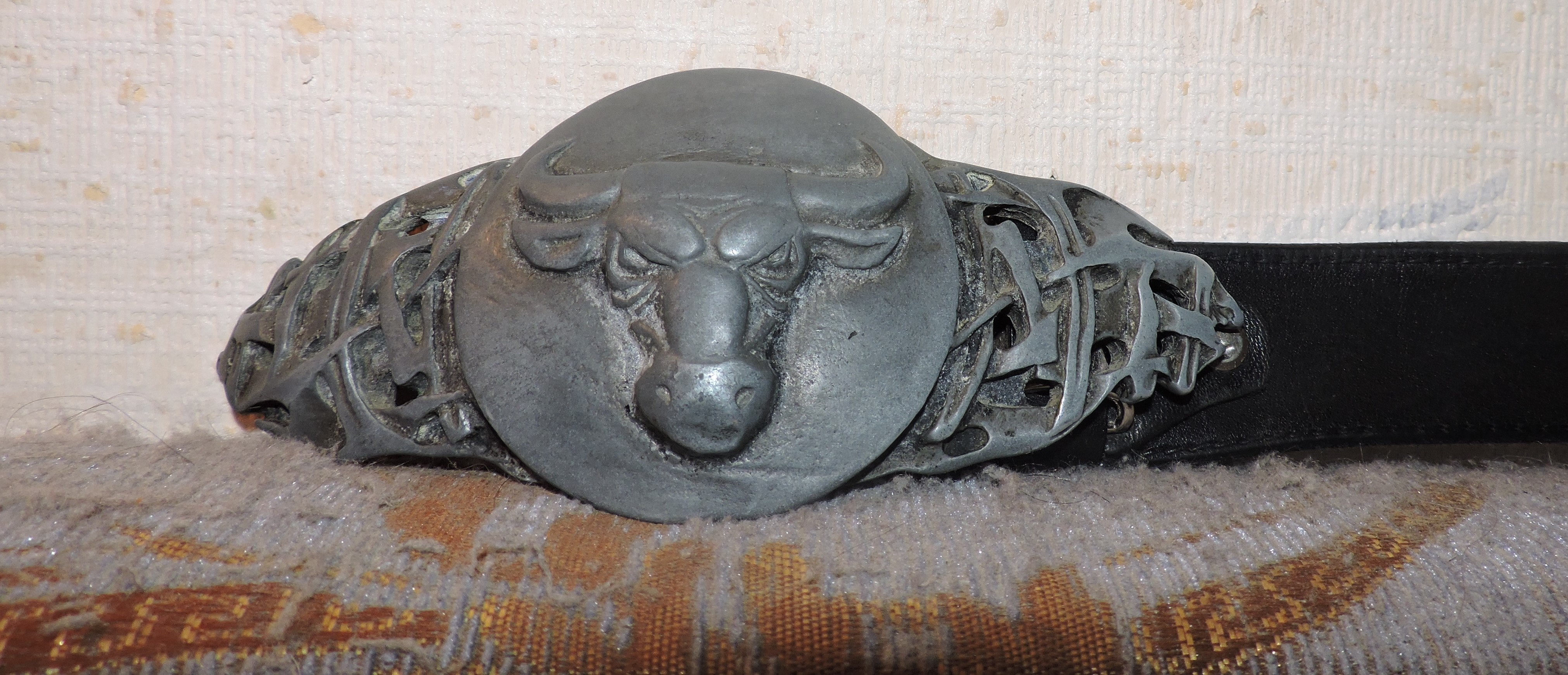
Фигурная пряжка, характерная для ремня металлистов. Пряжки на таких ремнях могут быть самых разных видов

Пряжка — застёжка для ремней различного вида и устройства.
Обычная пряжка состоит из металлических (пластмассовых и т. п.) рамки и шпенька, фиксирующего ремень в пряжке при его продевании в отверстие на ремне, но такая конструкция не является обязательной. Ремень может удерживаться в пряжке также за счёт трения, например, в двухщелевой или в шлёвочной пряжке. Альтернативные конструкции пряжек применяются в областях, требующих большей надёжности, доступности, скорости застёгивания/расстёгивания
В Вооружённых Силах СССР пряжки поясных ремней рядового и сержантского состава были, в основном, латунные, двух типов: в Советской Армии, пограничных и внутренних войсках — с изображением пятиконечной звезды с серпом и молотом, в Военно-Морском Флоте — с изображением якоря с маленькой пятиконечной звездой с серпом и молотом. Существовали также овальные офицерские пряжки — звезда в венке, пряжки офицеров ВМФ — овальные, с якорем и звездой сверху. Прототипом данных пряжек являлись офицерские пряжки Российского императорского флота.
Пряжки также являются объектом коллекционирования. Коллекционирование пряжек именуется фибулистикой (от лат. fibula — пряжка). Объектом коллекционирования являются, в основном, военные, железнодорожные, ведомственные, учебные, а также иные пряжки.

## История
Пряжки использовались в Древней Греции и Риме, в частности, в военной технике и оружии, например, для крепления ремня меча.

## Галерея

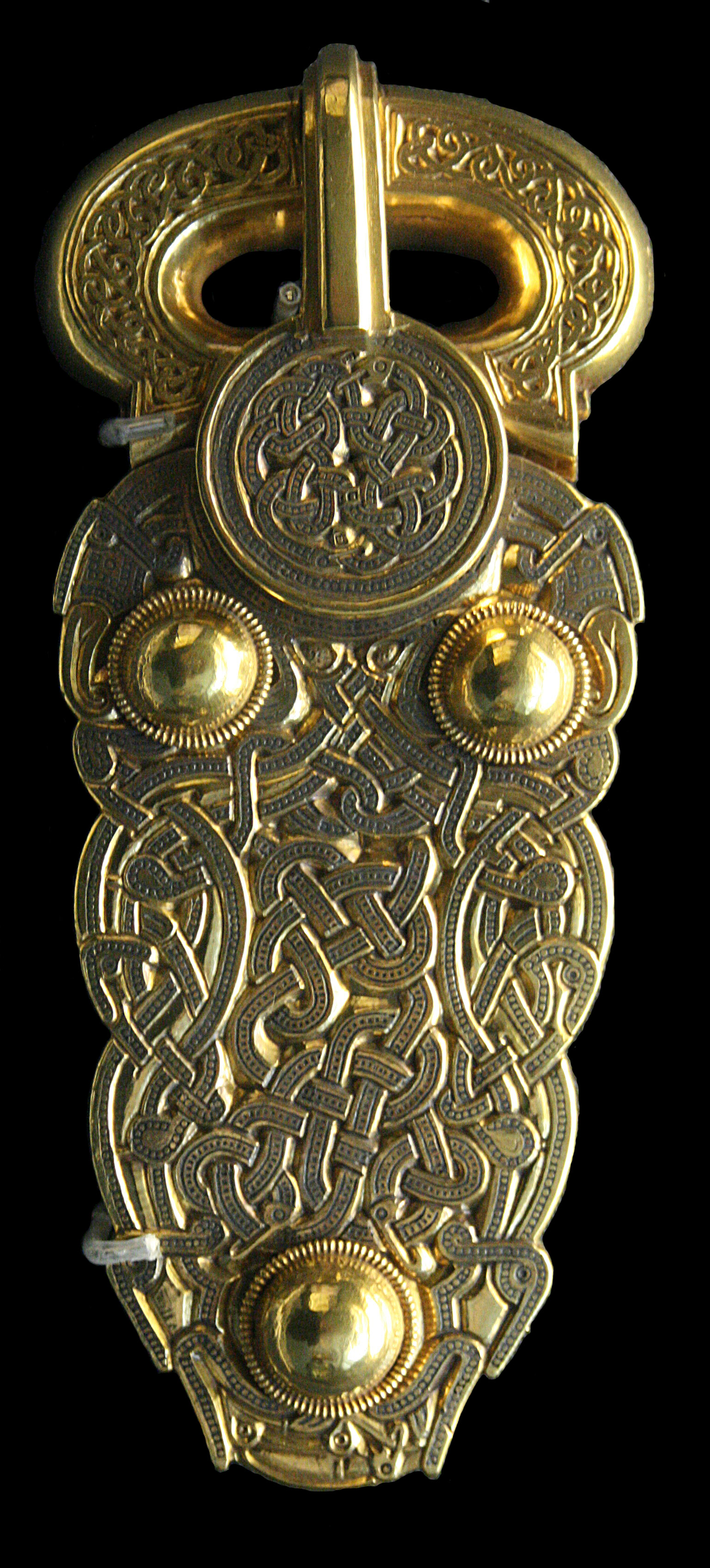
Пряжка для ремня из золота.
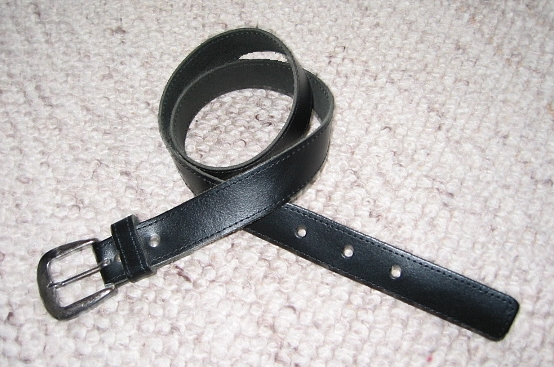
Пряжка брючного ремня.
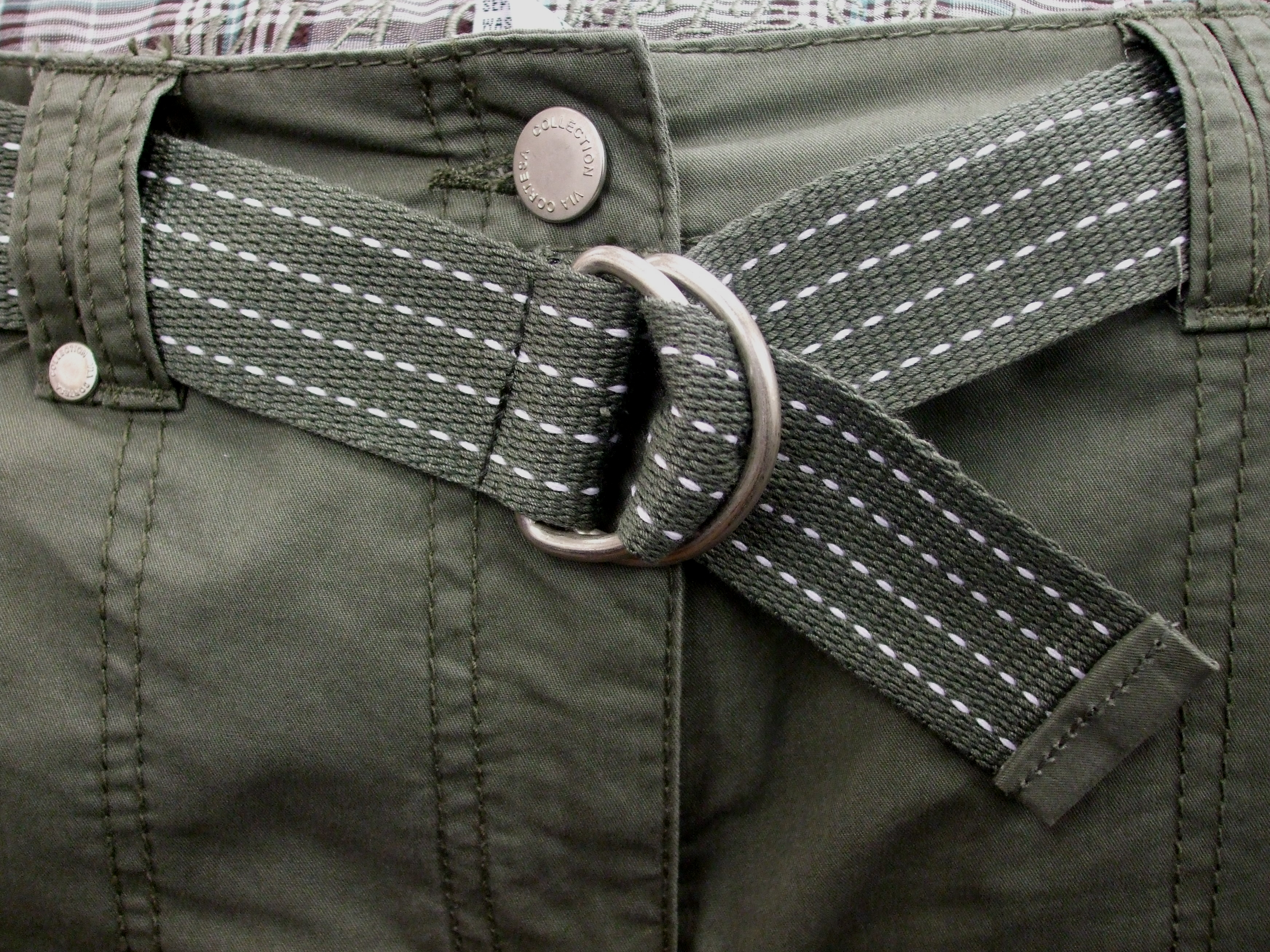
Пряжка в виде двух шлёвок.